# SR 21 (étoile)
Pour les articles homonymes, voir SR 21.
Désignations
SR 21 est une étoile entourée d'un disque de transition située dans la constellation d'Ophiuchus, au sein du nuage de Rho Ophiuchi. C'est une étoile de type spectral G3. Elle est distante d'environ ∼ 445 a.l. (∼ 136 pc) de la Terre.